# Robert Turner
För skeppsbyggnadsmästaren, se Robert Turner (skeppsbyggare)
Gordon Robert Turner, född 25 december 1910 i London, död 6 januari 2001 i Lund, var en brittisk-svensk målare, grafiker och reklamkonstnär.
Turner tänkte först utbilda sig till arkitekt och inledde studier vid London School of Architecture och Goldsmiths School of Art men tvingades att avbryta sina studier. Han började istället arbeta för olika annonsbyråer i London och var en period anställd som art director i Indien. Efter andra världskriget flyttade han till Sverige och var anställd som konsult vid en annonsbyrå innan han övergick till att bli freelance inom annons- och reklambranschen. Vid sidan av sitt reklamarbete var han verksam som fri konstnär och illustratör. Han medverkade i flera samlingsutställningar med bokillustrationer i London, USA, Ryssland och Italien. Vid London Book Exhibition 1946 tilldelades han första pris för illustreringen av Philip Owens Bed and Sometimes Breakfast. Hans konst består förutom illustrationer av målningar och grafik. Turner är representerad vid Victoria and Albert Museum i London med bokillustrationer. Robert Turner är gravsatt i minneslunden på Norra kyrkogården i Lund.